# Nébulosité croissante en fin de journée
Nébulosité croissante en fin de journée est un roman policier de l'auteur québécois Jacques Côté, publié en septembre 2000 par les Éditions Alire. Il est le premier volet de la saga Daniel Duval. L'asociabilité et la vengeance sont les principaux thèmes du roman.
En ce début d'été en juin 1976 à Québec, un jeune criminel violent connu sous le nom de « H » tente de se refaire une vie normale après s'être sorti de prison et engagé comme pompiste au garage chez J.J. Bérubé, mais sa réinsertion sociale fut de courte durée à la suite d'un incident banal à l'endroit de Kid Samson, son idole des courses de démolition et fidèle client de la station-service, ce qui lui a coûté son emploi. Humilié et outré, H envisage à se venger de la société et fait semer la terreur dans la Vieille Capitale en tirant au hasard sur des automobilistes qui circulent le long du boulevard Duplessis.
L'enquêteur policier Daniel Duval et son partenaire Louis Harel veulent à tout prix mettre terme à cette folie meurtrière en mettant leur vie en jeu et celle du tueur.

## Résumé
- Au début du roman, H a été congédié par son employeur après qu'il a rempli par erreur la Corvette de son idole Kid Samson avec de l'essence ordinaire (jaune) au lieu du super (rouge). Rancunier, il souhaite se venger. De retour chez-lui, il s'empare d'une carabine de calibre 303 de son voisin de palier de l'immeuble.

- Caché sur un viaduc au-dessus du boulevard Duplessis, H utilise ses cartes du jeu mille bornes pour prédire sa cible. Grâce au passage d'un train qui couvre les coups de feu, il tira sur une chevrolet corvette (qui n'est pas celle de Samson) qui roulait sur le tronçon avant d'entrer en collision contre un pilier, tuant sur le coup l'automobiliste et H se terra dans un boisé pour cacher l'arme et retourna chez-lui pour voir la scène de crime.

- De retour à un marathon où il a participé, l'enquêteur Duval amorce l'enquête sur ce qu'il semble être une affaire d'homicide concernant l'accident de la route impliquant la corvette sur le boulevard Duplessis ; les policiers ont trouvé des indices importants sur les lieux de l'accident.

- En poursuivant l'enquête, Duval et Harel ont un doute que l'accident serait l'œuvre d'un tireur embusqué, ils trouvent d'autres indices laissés par le suspect : des mégots de cigarillos, une douille et une carte de mille bornes que le tireur a laissée en guise de signature.

- H poursuit sa quête meurtrière et provoqua à nouveau un accident mortel en tirant sur les pneus d'un camion avant de réfugier dans les égouts. Duval le pourchasse et fut traqué par le tireur, une bagarre se déroule et H assoma le policier avant de le laisser pour mort. Alertés par les coups de feu, les policiers ont retrouvé leur collègue inconscient, dont il a reçu plusieurs morsures causées par des rats. Duval est emmené à l'hôpital pour soigner de ses blessures.

- Les policiers réussissent à identifier l'arme dont s'est servi le tireur et se rendent chez le propriétaire qui a déjà signalé le vol de son arme. Furieux après Bérubé, son ex-patron, qui lui a enlevé une partie de sa paye, H revient chez-lui et croise par hasard l'agent Harel, celui qui a abattu son fidèle acolyte Ti-Paul, le jeune homme souhaite sa mort, mais avant, il veut d'abord en finir avec Kid Samson, le présumé responsable de son congédiement.

- À l'Autodrome Val-St-Michel, H participe à la course de démolition et réussit à se venger de Kid Samson en lui fonçant dessus de façon délibérée avec sa bagnole. Suite du geste disgracieux de H, les dirigeants du circuit lui interdisent de revenir sur la piste. Par miracle, Samson a survécu après la terrible  l'accident.

- Duval et Harel croient enfin trouver l'identité du tireur embusqué, H (ou Donald Hurtubise de son vrai nom) devient le principal suspect.

- Hurtubise s'introduit au garage Texaco de Bérubé pour se venger des malheurs reçus au moment où il travaillait, il retire tous les boulons d'une des roues de la dépanneuse et plus tard, causa une fois de plus un grave accident. Cette fois, c'est Normand Bissonnette, son ancien collègue qui le traitait souvent comme un chien au travail vient de subir les lourdes conséquences. Ce dernier a été blessé gravement et sa vie est hors de danger.

- Duval et Harel interrogent Bérubé au garage sur l'accident impliquant Bissonnette. Surpris d'apprendre qu'il c'était l'œuvre d'Hurtubise des actes commis quelques jours avant, Bérubé et ses employés sont choqués, mais Harel rétorque en accusant Bérubé d'avoir provoqué la folie meurtrière d'hurtubise mais le patron, orgueilleux, refuse de porter le blâme sur lui-même.

- Les policiers rendent visite chez la tante de Donald Hurtubise pour une perquisition avant l'arrivée de celui-ci qu'il a ensuite pris la fuite. Une folle poursuite s'engage entre Duval qui chevauche une moto et Hurtubise dans une voiture volée dans les rues de la ville. Encore une fois, le suspect a pris la fuite. Furieux, le patron de Duval décida de le retirer du dossier et de suspendre Harel.

- Harel reçoit un appel de la part de Donald Hurtubise qui le convainc de se rendre à un endroit où il souhaiterait de lui régler son compte pour venger son défunt frère. Duval soupçonne Harel de tramer quelque chose, ce dernier s'est pointé l'endroit fixe et Hurtubise le tira à bout pourtant avant de le laisser pour mort. Un peu plus tôt, les policiers sont impliqués à un échange de coups de feu avec le présumé suspect, mais le jeune meurtrier a une fois de plus réussit à les berner en créant une diversion pour aller confronter Harel.

- À la conclusion du roman, Hurtubise est pris au piège par la police, il a grimpé sur la structure du pont de Québec et tente désespérément d'abattre Duval qui le pourchassait, ce dernier est atteint par balles et Tremblay réussit à l'atteindre mortellement et le fait tomber sur le fleuve. Transportés d'urgence à l'hôpital, les policiers Duval et Harel sont gravement blessés, Harel  a reçu un projectile dans la colonne vertébrale et risque la paralysie.

## Personnages
- Daniel Duval :

Personnage principal du roman, enquêteur de la Sûreté du Québec, veuf et père d'une adolescente de quinze ans. De retour à un marathon, il tente de pourchasser Hurtubise dans le but de stopper sa quête de tueur en série afin de sécuriser la société.
- Donald « H » Hurtubise :

Personnage central et antagoniste du roman, 21 ans, grand amateur de courses de démolition. Malgré son jeune âge, il a un lourd passé criminel en matière de violence. Victime d'une  sévère injustice de la part de Kid Samson et de ses collègues garagistes, il envisage à se venger pour ses malheurs infligés.
- Louis Harel :

Policier et partenaire de l'enquêteur Duval. Cet homme de 40 ans a plusieurs vices, dont la dette d'argent à son coéquipier Daniel, il fume la cigarette et mange beaucoup de malbouffe : d'où son embonpoint. Il est marié, mais passe tout son temps et argent à côtoyer une danseuses... Il se dit prêt à tout pour aider son coéquipier à mettre le grappin sur le meurtrier pour qu'il ne puisse plus s'en prendre gratuitement aux innocentes victimes qui croisent sur sa route.
- Pouliot :

Chef par intérim de la Sûreté du Québec, il est le patron de Duval.
- J. J. « Djay-Djay » Bérubé :

Patron de la station-service Texaco, il a fait congédié Donald Hurtubise à la demande de son ami et meilleur client Kid Samson.
- Angela Hurtubise :

Tante de Donald Hurtubise, elle a accueilli son neveu sous son toit depuis sa sortie de prison avant qu'il entame à commettre sa vague de crimes. Elle réclame sans arrêt à son neveu de lui payer sa pension qu'il n'a jamais fait au tout début.
- Kid « Demolition Man » Samson :

Célèbre pilote de course automobile, il est le grand idole de Donald Hurtubise et aussi celui qui a causé les malheurs de ce dernier après qu'il a accidentellement mis le mauvais carburant dans sa Corvette Stingray et qui a incité Bérubé, le patron de H à le mettre dehors.
- Normand « Bizoune » Bissonnette :

Mécanicien en chef du garage de J. J. Bérubé, il passe toujours son temps à engueuler et à railler envers son collègue Hurtubise à chaque occasion.
- Michelle « Mimi » Duval :

Fille de l'enquêteur Daniel Duval, quinze ans, étudiante au secondaire dans une école privée qui lui déplait (choix de sa mère Marie-Claude).

## Contexte
- Le circuit automobile de la région de Québec où courait l'antagoniste, l'autodrome Val-St-Michel, ou mieux connu sous le nom d'Autodrome Val-Bélair, fut fermé en 1987 après 26 ans d'activités pour ensuite être démoli et faire place à un secteur immobilier.
- La chaîne de stations-services Texaco implantée au Canada n'existe plus à partir de 1989 puisqu'elle a été vendue par l'Impériale Esso.